# در لباسی خیره‌کننده
لباسی برای کشتن (به انگلیسی: Dressed to Kill) فیلمی ۱۰۴ دقیقه‌ای در سبک اروتیک، جنایی و مهیج به کارگردانی برایان دی پالما با بازی مایکل کین، انجی دیکینسون و نانسی آلن محصول کشور ایالات متحده آمریکا است. داستان فیلم در مورد به قتل رسیدن زنی خانه‌دار و بازرسی این ماجرا با حضور زنی فاحشه که قتل را گزارش داده‌است، پسر نوجوان مقتول و روان‌پزشک وی است. دی پالما در اصل می‌خواست که لیو اولمان نقش کیت میلر را بازی کند اما وی به خاطر خشونت این نقش را نپذیرفت.